# Palais Sangro di Casacalenda

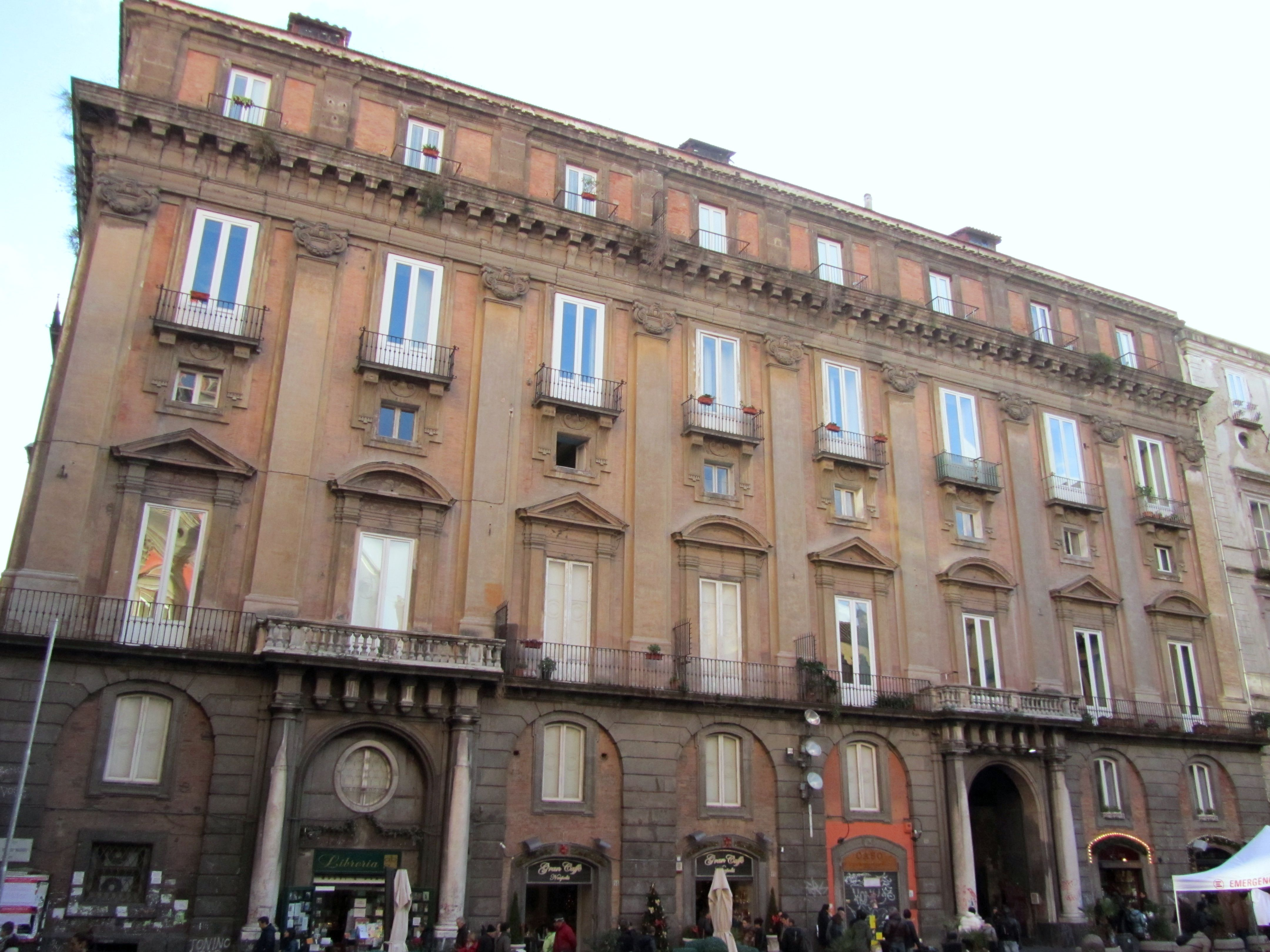
Façade du palais.

Le Palazzo di Sangro di Casacalenda est un palais aristocratique du XVIIIe siècle du centre de Naples, situé en face de l'église San Domenico Maggiore. Le flanc est de la façade fait face à l'église Sant'Angelo a Nilo.

## Histoire
La conception initiale aurait été réalisée par Cosimo Fanzago à la fin du XVIe siècle. Entre 1754 et 1762, les architectes Mario Gioffredo puis Luigi Vanvitelli rénovèrent le palais tel qu'il est aujourd'hui, pour la duchesse Marianna de Sangro di Casacalenda.
Lors de cette construction, l'église byzantine de Santa Maria della Rotonda a été démolie. Cette église aurait été érigée par l'empereur Constantin au-dessus d'un temple de Vesta. Les colonnes du temple sont désormais utilisées dans la cour. La conception des pilastres monumentaux des étages supérieurs de la façade est attribuée à Mario Gioffredo. En 1831, le palais fut vendu par la famille Sangro à la famille Del Balzo.
En 1922, dans le cadre du renouvellement urbain de Naples et pour élargir la Via Mezzocannone, la partie la plus orientale du palais fut démolie, nécessitant le retrait des fresques de cette partie de l'étage noble. Les fresques ont été transférées au Musée de Capodimonte.

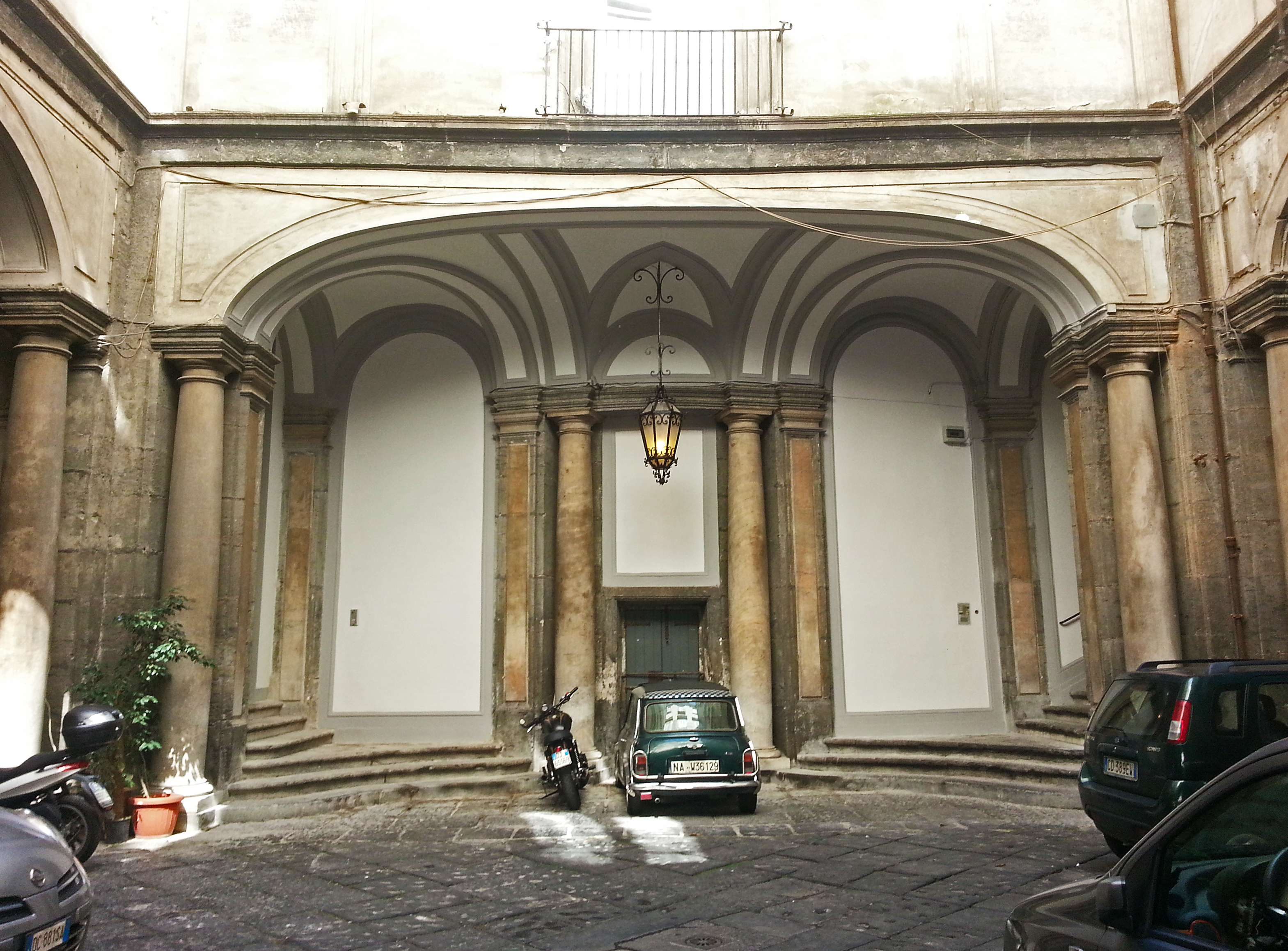
La cour
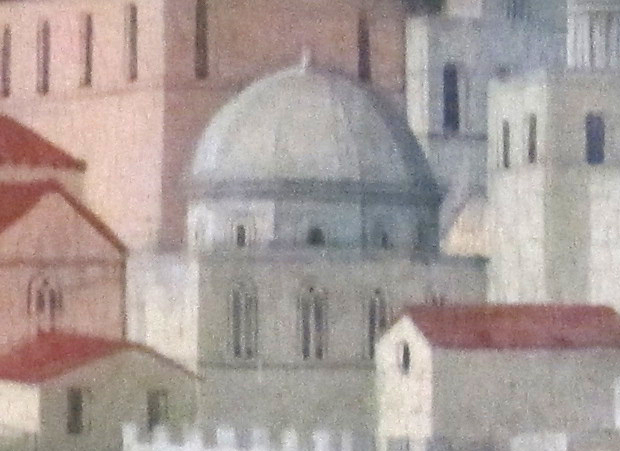
Représentation présumée de l'Église Santa Maria de la Rotonda sur la Tavola Strozzi.

## Source de traduction
- (en) Cet article est partiellement ou en totalité issu de l’article de Wikipédia en anglais intitulé « Palazzo di Sangro di Casacalenda (Naples) » (voir la liste des auteurs).